# Chremonideiska kriget
Chremonideiska kriget (grekiska: Χρεμωνίδειος πόλεμος), uppkallat efter den atenske politikern Chremonides, utkämpades mellan 267 f.Kr. - 261 f.Kr. av en koalition av grekiska stadsstater mot det makedoniska herraväldet. Kriget fick sin början i och med att Chremonides år 267/266 f.Kr. förmådde atenarna att vända sig från Antigonos II Gonatas av Makedonien och motsätta sig makedoniskt styre. Sparta och Egypten gav sitt stöd åt Aten, men stadsstaten var tvungen att kapitulera är 263 f.Kr. efter en längre belägring.